# Synallaxis beverlyae
A Synallaxis beverlyae a madarak (Aves) osztályának verébalakúak (Passeriformes) rendjébe és a fazekasmadár-félék (Tyrannidae) családjába tartozó faj.

## Rendszerezése
A fajt Steven L. Hilty és David Ascanio írták le 2009-ben.

## Előfordulása
Dél-Amerika észak részén, az Orinoco folyó szigetein, Kolumbia és Venezuela határvidékén honos. A természetes élőhelye a szubtrópusi vagy trópusi nedves cserjések, folyók és patakok környéke. Vonulási szokása még nem ismert.

## Természetvédelmi helyzete
A nemrég felfedezett faj elterjedési területe nagyon korlátozott, egyedszáma viszont stabil, de még elég felméretlen. A Természetvédelmi Világszövetség Vörös listáján mérsékelten fenyegetett fajként szerepel.